# Urbie Green
Urban Clifford "Urbie" Green (8 de agosto de 1926  - 31 de diciembre de 2018)  fue un trombonista de jazz estadounidense que realizó giras con Woody Herman, Gene Krupa, Jan Savitt y Frankie Carle.  Tocó en más de 250 grabaciones y lanzó más de dos docenas de álbumes como solista. Fue incluido en el Salón de la Fama del Jazz de Alabama en 1995.

## Primeros años
Nació en Mobile, Alabama, Estados Unidos y aprendió a tocar el piano cuando era niño con su madre. Aprendió jazz y melodías populares desde el principio. Comenzó a tocar el trombón, que tocaban sus dos hermanos mayores, cuando tenía unos 12 años. Aunque escuchó a los trombonistas Tommy Dorsey, J. C. Higginbotham, Jack Jenney, Jack Teagarden y Trummy Young, dijo que estaba más influenciado por los estilos de Dizzy Gillespie, Charlie Parker y Lester Young. Su estilo también fue influenciado por las voces de Perry Como y Louis Armstrong. En Auburn High School fue miembro de la Auburn Knights Orchestra.

## Carrera
Cuando tenía quince años, su padre murió y comenzó su carrera musical, primero con Tommy Reynolds en California, luego con Bob Strong, Jan Savitt y Frankie Carle. En California, terminó la escuela secundaria en la Hollywood Professional School de Los Ángeles.  En 1947 se unió a la banda de Gene Krupa.  Tres años más tarde, él y su hermano Jack se convirtieron en miembros de Thundering Herd de Woody Herman. 
En 1953, se mudó a la ciudad de Nueva York y un año después fue elegido trombonista nueva estrella en la encuesta de críticos internacionales de la revista Down Beat. Durante las décadas de 1950 y 1960 realizó una gira con Benny Goodman,  y dirigió la orquesta de Tommy Dorsey después de la muerte de Dorsey en 1956.  Trabajó con el productor discográfico Enoch Light en los álbumes The Persuasive Trombone of Urbie Green y 21 Trombones . Green pasó sus últimos años de vida con su segunda esposa, Kathy, una cantante de jazz, en su casa en la región de Poconos en Pensilvania.
En 1995, fue elegido miembro del Salón de la Fama del Jazz de Alabama. Continuó tocando en vivo en el Festival de Celebración de las Artes de Delaware Water Gap (COTA) cada septiembre hasta los últimos años de su vida.

## Vida personal
El obituario de Green fue publicado en Pocono Record. 

## Discografía

### Como líder
- New Faces - New Sounds (Blue Note, 1953)
- All About Urbie Green and His Big Band (ABC-Paramount, 1955)
- Blues and Other Shades of Green (ABC-Paramount, 1955)
- Urbie East Coast Jazz/6 (Bethlehem, 1955)
- Slidin' Swing (Jazztone, 1957)
- Jimmy McHugh in Hi-Fi (RCA Victor, 1958)
- Let's Face the Music and Dance (RCA Victor, 1958)
- The Best of New Broadway Show Hits (RCA Victor, 1959)
- His Trombone and Rhythm (RCA Victor, 1959)
- The Persuasive Trombone of Urbie Green (Command, 1960)
- Cole Porter Swings Easy in Stereo (Soundcraft, 1961)
- Urbie Green and His 6-Tet (Command, 1963)
- Twenty-One Trombones (Project 3, 1967)
- Twenty-One Trombones Vol. Two (Project 3, 1969)
- Green Power (Project 3, 1971)
- Bein' Green (Project 3, 1972)
- Old Time Modern (Vanguard, 1973)
- Urbie Green's Big Beautiful Band (Project 3, 1974)
- The Fox (CTI, 1977)
- Señor Blues (CTI, 1977)
- Oleo (Pausa, 1978)
- The Message (RCA 1986)
- Umpteen Trombones (Project 3, 1987)
- Just Friends (Live at EJ's, 1996)
- Sea Jam Blues (Chiaroscuro, 1997)
- Indigo Moods (Jazz Hour, 2006)

### Como acompañante
Con Manny Albam
- The Drum Suite (RCA Victor, 1956)
- The Jazz Workshop (RCA Victor, 1956)
- The Blues Is Everybody's Business (Coral, 1958)
- Sophisticated Lady (Coral, 1958)
- Jazz Goes to the Movies (Impulse!, 1963)

Con The Count Basie Orchestra
- This Time by Basie! (Reprise, 1963)
- Ella and Basie! (Verve, 1963)
- Basie Land (Verve, 1964)

Con Tony Bennett
- My Heart Sings (Columbia, 1961)
- A Time, for Love (Columbia, 1966)
- The Very Thought of You (Columbia, 1966)
- Tony Makes It Happen! (Columbia, 1967)

Con Buck Clayton
- The Huckle-Buck and Robbins' Nest (Columbia, 1954)
- How Hi the Fi (Columbia, 1954)
- Jumpin' at the Woodside  (Columbia, 1955)
- Buck Clayton Jams Benny Goodman (Columbia, 1955)
- All the Cats Join In (Columbia, 1956)
- Swingin' Buck Clayton Jams (CBS, 1974)
- A Buck Clayton Jam Session (Chiaroscuro, 1974)

Con Quincy Jones
- This Is How I Feel About Jazz (ABC-Paramount, 1957)
- The Great Wide World of Quincy Jones (Mercury, 1959)
- The Birth of a Band!  (Mercury, 1959)
- Quincy Jones Explores the Music of Henry Mancini (Mercury, 1964)
- Quincy's Got a Brand New Bag (Mercury, 1965)

Con Mundell Lowe
- Themes from Mr. Lucky, the Untouchables and Other TV Action Jazz (RCA Camden, 1960)
- <i id="mw4w">Satan in High Heels</i> (soundtrack) (Charlie Parker, 1961)
- Blues for a Stripper (Charlie Parker, 1962)

Con Astrud Gilberto
- The Shadow of Your Smile (Verve, 1965)
- Beach Samba (Verve, 1967)
- That Girl from Ipanema (Image, 1977)

Con Woody Herman
- At the Monterey Jazz Festival (Atlantic, 1960)
- Hey! Heard the Herd? (Verve, 1963)
- In Person Woody Herman and His '51 Herd Live in New Orleans (Giants of Jazz, 1979)
- The Third Herd (Discovery, 1982)

Con Antonio Carlos Jobim
- Wave (A&M/CTI, 1967)
- Stone Flower (CTI, 1970)
- Jobim (MCA, 1973)

Con JJ Johnson y Kai Winding
- Jay & Kai + 6 (Columbia, 1956)
- Jay and Kai (Fontana, 1959)
- J.J.'s Broadway (Verve, 1963)

Con Enoch Light
- Provocative Percussion Vol. 2 (Command, 1960)
- Big Band Bossa Nova (Command, 1962)
- My Musical Coloring Book (Command, 1963)
- Film Fame Marvelous Movie Themes (Project 3, 1967)
- Permissive Polyphonics (Project 3, 1970)
- The Big Band Sound of the Thirties (Project 3, 1970)
- Big Band Hits of the 30s & 40s (Project 3, 1971)
- Big Hits of the 20s (Project 3, 1971)
- Movie Hits! (Project 3, 1972)
- The Brass Menagerie 1973 (Project 3, 1972)
- The Big Band Hits of the 40s & 50s (Project 3, 1973)
- The Disco Disque (Project 3, 1975)

Con Van McCoy
- Love Is the Answer (Avco, 1974)
- Rhythms of the World (H&L, 1976)
- The Real McCoy (H&L, 1976)
- And His Magnificent Movie Machine (H&L, 1977)
- My Favorite Fantasy (MCA, 1978)
- Lonely Dancer (MCA, 1979)

Con Hugo Montenegro
- Ellington Fantasy (Vik, 1958)
- Bongos and Brass (Time, 1960)
- Arriba! (Time, 1960)
- Overture, American Musical Theatre (Time, 1961)
- Great Songs from Motion Pictures (Time, 1961)
- Boogie Woogie + Bongos (Time, 1962)
- The Great Hits of the 50's (Time, 1964)
- Montenegro & Mayhem (Time, 1965)
- Mira! (Mainstream, 1967)

Con Jimmy Rushing
- The Jazz Odyssey of Jimmy Rushing (Philips, 1957)
- Little Jimmy Rushing and the Big Brass (Columbia, 1958)
- Five Feet of Soul (Colpix, 1963)

Con otros
- Steve Allen, Jazz for Tonight (Coral, 1955)
- Trigger Alpert, Trigger Happy! (Riverside, 1956)
- LaVern Baker, LaVern Baker Sings Bessie Smith (Atlantic, 1958)
- Sallie Blair, Squeeze Me (Bethlehem, 1957)
- Teresa Brewer, Teresa Brewer and the Dixieland Band (Coral, 1959)
- Ray Brown & Milt Jackson, Ray Brown / Milt Jackson (Verve, 1965)
- Ruth Brown, Ruth Brown '65 (Mainstream, 1965)
- Ruth Brown, Softly (Mainstream, 1972)
- Ray Bryant, Madison Time (Columbia, 1960)
- John Bunch, John's Bunch (Famous Door, 1975)
- Vinnie Burke, The Vinnie Burke All-Stars (ABC-Paramount,1956)
- Ralph Burns, Where There's Burns There's Fire (Warwick, 1961)
- Ralph Burns, Very Warm for Jazz (MCA, 1975)
- Kenny Burrell, Blues - The Common Ground (Verve, 1968)
- Kenny Burrell, Night Song  (Verve, 1969)
- Billy Butterfield, Thank You for a Lovely Evening (RCA Victor, 1958)
- Bobby Byrne, The Jazzbone's Connected to the Trombone (Grand Award, 1959)
- John Cacavas, Sound Spectrum for Orchestra (Murbo, 1963)
- Charlie Calello, Calello Serenade (Midsong, 1979)
- Cab Calloway, The Hi-De-Ho-Man (RCA, 1982)
- Joe Carroll, Joe Carroll with the Ray Bryant Quintet (Epic, 1956)
- Ron Carter, Parade (Milestone, 1979)
- Jim Chapin, Profile of a Jazz Drummer (Classic Jazz, 1977)
- Ray Charles, Genius + Soul = Jazz (Impulse!, 1961)
- Ray Charles, At the Club (Philips, 1966)
- Ray Charles Singers, Something Wonderful (Command, 1961)
- Al Cohn, Son of Drum Suite (RCA Victor, 1961)
- John Coates Jr., Our Love Is Here to Stay (Baybridge, 1982)
- John Coates Jr., Pocono Friends Encore (Omni Sound, 1982)
- Ray Conniff, S Wonderful! (Columbia, 1956)
- Don Costa, Echoing Voices and Trombones (United Artists, 1960)
- Miles Davis, Facets (CBS, 1967)
- Rusty Dedrick, A Jazz Journey (Monmouth, 1965)
- Johnny Desmond, Desmo Sings Desmond (Coral, 1957)
- Paul Desmond, Summertime (A&M, 1969)
- Eumir Deodato, Whirlwinds (MCA, 1974)
- Eumir Deodato, First Cuckoo (MCA, 1975)
- Vic Dickenson, Slidin' Swing (Jazztone, 1957)
- Jean DuShon, Feeling Good (Cadet, 1965)
- Charles Earland, Coming to You Live (Columbia, 1980)
- Bill Evans, Symbiosis (MPS/BASF, 1974)
- Gil Evans, Into the Hot (Impulse!, 1962)
- Maynard Ferguson, The Blues Roar (Mainstream, 1964) [reissued as part of The Big F (Mainstream, 1974)]
- Ella Fitzgerald & Count Basie, Ella and Basie! (Verve, 1963)
- Ella Fitzgerald, Ella Fitzgerald (Amiga, 1966)
- Aretha Franklin, Soul '69 (Atlantic, 1969)
- Aretha Franklin, Love All the Hurt Away (Arista, 1987)
- The Free Design, Heaven/Earth (Project 3, 1969)
- Barry Galbraith, Guitar and the Wind (Decca, 1958)
- Terry Gibbs, Swingin' with Terry Gibbs and His Orchestra (EmArcy, 1956)
- Dizzy Gillespie, Gillespiana (Verve, 1960)
- Dizzy Gillespie, Perceptions (Verve, 1961)
- Marty Gold, Swingin' West (RCA Victor, 1960)
- Marty Gold, 24 Pieces of Gold (RCA Victor, 1962)
- Benny Goodman, The Benny Goodman Story (Decca, 1955)
- Buddy Greco, I Like It Swinging (Columbia, 1961)
- Bobby Hackett, Bobby Hackett Sextet & Quintet (Storyville, 1999)
- Coleman Hawkins, The Hawk in Hi Fi (RCA Victor, 1956)
- Coleman Hawkins, Wrapped Tight (Impulse!, 1965)
- Neal Hefti, Concert Miniatures (Vik, 1957)
- Billie Holiday, Lady in Satin (Columbia, 1958)
- Bobby Hutcherson, Conception: The Gift of Love (Columbia, 1979)
- Fran Jeffries, Fran Jeffries Sings of Sex and the Single Girl (MGM, 1964)
- Jonah Jones & Jack Teagarden, Double Exposure (Ember, 1962)
- Beverly Kenney, Come Swing with Me (Roost, 1956)
- Irene Kral, SteveIreneo! (United Artists, 1959)
- Gene Krupa, Gene Krupa Plays Gerry Mulligan Arrangements (Verve, 1959)
- Gene Krupa, Percussion King (Verve, 1961)
- Frankie Laine & Buck Clayton, Jazz Spectacular (Columbia, 1956)
- Elliot Lawrence, Plays Tiny Kahn and Johnny Mandel Arrangements (Fantasy, 1956)
- Elliot Lawrence, Big Band Modern (Jazztone, 1957)
- Michel Legrand, Plays Richard Rodgers (Philips, 1963)
- Sonny Lester, After Hours Middle East (Time, 1962)
- Jon Lucien, Premonition (Columbia, 1976)
- Richard Maltby, Many Sided Maltby (Sesac, 1958)
- Richard Maltby, Ballads and Blues (Roulette, 1962)
- The Manhattan Transfer, Pastiche (Atlantic, 1978)
- Herbie Mann, Sultry Serenade (Riverside, 1957)
- Herbie Mann, Salute to the Flute (Epic, 1957)
- Marky Markowitz, Mark's Vibes (Famous Door, 1976)
- Marilyn McCoo & Billy Davis Jr., Marilyn & Billy (Columbia, 1978)
- Jackie Mclean, Monuments (RCA 1979)
- Gil Melle, The Complete Blue Note Fifties Sessions (Blue Note, 1953)
- Bette Midler, Thighs and Whispers (Atlantic, 1979)
- Blue Mitchell, Smooth as the Wind (Riverside, 1961)
- Wes Montgomery, Movin' Wes (Verve, 1964)
- Sam Most, Sam Most Quartet Plus Two (Debut, 1958)
- Tony Mottola, Tony Mottola and the Brass Menagerie (Project 3, 1974)
- Mark Murphy, Rah! (Riverside, 1961)
- Herbie Mann, Salute to the Flute (Epic, 1957)
- Herbie Mann, Sultry Serenade (Riverside, 1958)
- Gerry Mulligan, Mulligan in the Main (Phontastic, 1992)
- Oliver Nelson, Impressions of Phaedra (United Artists Jazz, 1962)
- Oliver Nelson, Afro/American Sketches (Prestige, 1962)
- Oliver Nelson, Full Nelson (Verve, 1963)
- Joe Newman, I'm Still Swinging (RCA Victor, 1955)
- Joe Newman, Salute to Satch (RCA Victor, 1956)
- Red Norvo, Urbie Green, Dave McKenna, Live at Rick's Cafe Americain (Flying Fish, 1979)
- Chico O'Farrill, Nine Flags (Impulse!, 1966)
- Charlie Parker, Bird with the Herd 1951 (Alamac, 1972)
- Peaches & Herb, Peaches & Herb (MCA, 1977)
- Tony Perkins, From My Heart (RCA Victor, 1958)
- Nick Perito, Blazing Latin Brass (United Artists, 1960)
- Esther Phillips, Performance (Kudu, 1974)
- Jimmy Ponder, All Things Beautiful (LRC 1978)
- Jimmy Ponder, Los Grandes Del Jazz 28 (Sarpe, 1980)
- Della Reese, Melancholy Baby (Jubilee, 1957)
- Irene Reid, It's Only the Beginning (MGM, 1963)
- Irene Reid, Room for One More (Verve, 1965)
- Joe Reisman, Door of Dreams (RCA Victor, 1957)
- Joe Reisman, Party Night at Joe's (RCA Victor, 1958)
- Henri Rene, Compulsion to Swing (RCA Victor, 1959)
- Frank Rosolino, North Sea Jazz Sessions Vol. 2 (Jazz World, 1992)
- Lillian Roth, I'll Cry Tomorrow (Philips, 1957)
- David Ruffin, Who I Am (Motown, 1975)
- Pee Wee Russell & Oliver Nelson, The Spirit of '67 (ABC Impulse!, 1972)
- Lalo Schifrin, New Fantasy (Verve, 1964)
- Lalo Schifrin, Towering Toccata (CTI, 1977)
- Shirley Scott, Great Scott!! ( (Impulse!, 1964)
- Doc Severinsen, The Big Band's Back in Town (Command, 1962)
- Phil Silvers, Phil Silvers and Swinging Brass (Columbia, 1957)
- Zoot Sims, On the Trail (Pausa, 1978)
- Frank Sinatra, L.A. Is My Lady (Qwest, 1984)
- George Siravo, Rodgers & Hart Percussion & Strings (Time, 1960)
- Jimmy Smith, Bashin': The Unpredictable Jimmy Smith (Verve, 1962)
- Jimmy Smith, The Cat (Verve, 1964)
- Marvin Stamm, Machinations (Verve, 1968)
- Sonny Stitt, The Matadors Meet the Bull (Roulette, 1965)
- Sonny Stitt, I Keep Comin' Back! (Roulette, 1966)
- Kirby Stone, Frank Loesser's Broadway Hit Guys & Dolls Like Today (Columbia, 1962)
- Sylvia Syms, The Fabulous Sylvia Syms (20th Century Fox, 1964)
- Grady Tate, Windmills of My Mind (Skye, 1968)
- Billy Taylor, Right Here, Right Now! (Capitol, 1963)
- Clark Terry & Coleman Hawkins, Eddie Costa: Memorial Concert (Colpix, 1963)
- Clark Terry, What Makes Sammy Swing! (20th Century Fox, 1964)
- Stanley Turrentine, Nightwings  (Fantasy, 1977)
- Stanley Turrentine, West Side Highway (Fantasy, 1978)
- Charlie Ventura, Chazz '77 (Famous Door, 1977)
- Walter Wanderley, Rain Forest (Verve, 1966)
- Dinah Washington, The Swingin' Miss "D" (EmArcy, 1957)
- Dinah Washington, Newport '58 (Mercury, 1972)
- Frances Wayne, The Warm Sound: Frances Wayne (Atlantic, 1957)
- Frank Wess, The Award Winner (Mainstream, 1964)
- Joe Wilder, The Pretty Sound (Columbia, 1959)
- Julie Wilson, Love (Dolphin, 1956)
- Kai Winding, Dirty Dog  (Verve, 1966)
- Kai Winding, More Brass (Verve, 1966)
- Lee Wiley, West of the Moon (RCA Victor, 1957)
- George Williams, Put On Your Dancing Shoes (United Artists, 1960)
- Jimmy Witherspoon, At the Monterey Jazz Festival (Columbia, 1975)
- Zulema, Z-licious (London, 1978)